# Torn Apart
Torn Apart is een single van de Britse band Bastille, van hun derde mixtape VS. (Other People's Heartache, Pt. III). De single werd in november 2014 als download uitgebracht. Het nummer stond op twee cd's van MNM; De Langste Liefde en MNM Party 2015.

## Achtergrond
Op 21 oktober 2014 kondigde Bastille hun derde mixtape aan, VS. (Other People's Heartache, Pt.III). Dit gebeurde met het uitbrengen van Torn Apart, samen met GRADES en Lizzo. Het nummer werd als single uitgebracht op 30 november 2014. VS. (Other People's Heartache, Pt.III) werd uitgebracht op 8 december 2014.

## Muziekvideo
Een muziekvideo bij het nummer werd op YouTube geplaatst op 21 november 2014. De video duurt 3 minuten en 5 seconden. Onder meer actrices Dawna Lee Heising en Nickie Jean spelen hier een rol in.